# Notovoluta
Notovoluta là một chi ốc biển, là động vật thân mềm chân bụng sống ở biển trong họ Volutidae.

## Các loài
Các loài thuộc chi Notovoluta bao gồm:
- Notovoluta baconi Wilson, 1972[2]
- Notovoluta capricornea (Wilson, 1972)[3]
- Notovoluta gardneri Darragh, 1983[4]
- Notovoluta gerondiosi Bail & Limpus, 2005[5]
- Notovoluta hoskensae Poppe, 1992[6]
- Notovoluta kreuslerae (Angas, 1865)[7]
- Notovoluta norwestralis Bail & Limpus, 2003[8]
- Notovoluta occidua Cotton, 1946[9]
- Notovoluta pseudolirata (Tate, 1888)[10]
- Notovoluta verconis (Tate, 1892)[11]